# Real Cinema

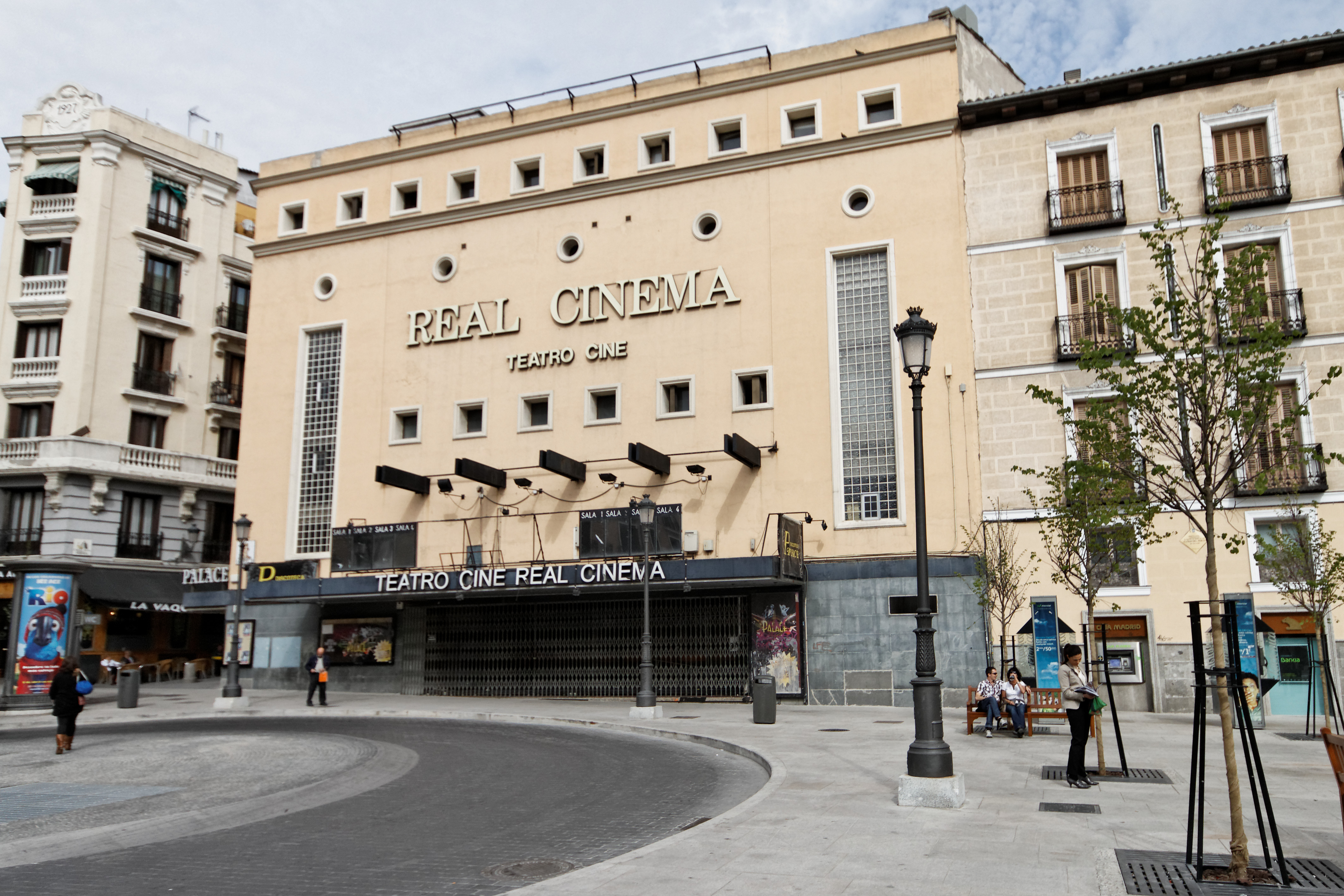
El Real Cinema en 2011.

El Real Cinema o Cine de la Ópera fue una sala de cine ubicada en la plaza de Isabel II (Madrid). Abrió sus puertas en Madrid el 15 de mayo de 1920, siendo inaugurado por Alfonso XIII proyectándose la película Francia Pintoresca, El cuarto número 23, La hija del Plata y las Vacaciones de Solly. Con una capacidad para 1.000 butacas y 54 palcos se convirtió en uno de los mayores cines en toda España.
En 2020 fue demolido completamente.

## Historia

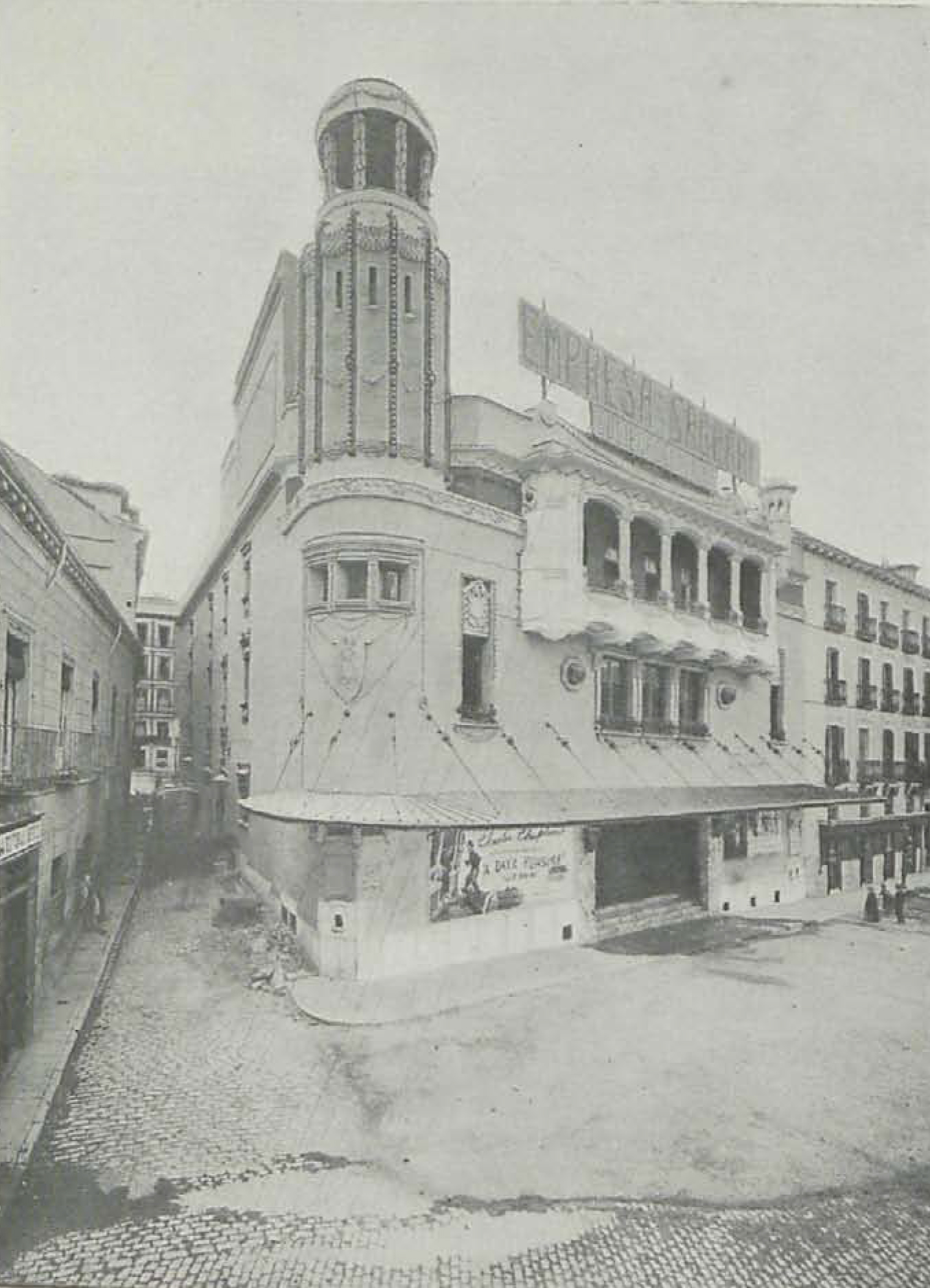
Edificio hacia 1921

Previamente a la construcción del cine, tuvo allí su sede la imprenta creada por José María Ducazcal, padre del empresario, periodista y diputado Felipe Ducazcal, creador del Teatro Felipe. El edificio fue vendido por Isabel Ducazcal Pérez.
Obra del arquitecto Teodoro Anasagasti, tuvo un coste de más de dos millones de pesetas y fue financiado por la empresa Sagarra. En 1923 fue remodelado en la parte de la terraza, para instalar un cine de verano al aire libre con capacidad para 800 localidades. Tras la llegada de la II República cambia su nombre al de Cine de Ópera. Al comienzo de la Guerra Civil una bomba incendiaria ocasiona daños en la estructura del edificio. El cine fue de nuevo abierto en 1943.
El paso de los años  hizo que el edificio se demoliera y fuera reconstruido entre los años 1964 y 1965. En 1967 inauguró la sala de cinerama. Años más tarde se volvería a remodelar para alojar 1.400 butacas. En el año 1992, la compañía propietaria del edificio, Real Cinema Actividades Cinematográficas, encarga al arquitecto Gilbert López-Atalaya una nueva remodelación para alojar multicines. En total se construyeron cuatro salas con la mayor con 400 butacas y las otras tres sumando 670 localidades. 
El cine cerró sus puertas en 2012 por la pérdida de espectadores. En 2017 el solar fue adquirido por la empresa inmobiliaria OD Group, para derruirlo y transformarlo en un hotel de cinco estrellas. Así, el edificio fue demolido en junio de 2020.